# Ebrahim Jridi
Ebrahim Jridi (* 10. Juni 2001) ist ein tunesischer Leichtathlet, der im Mittelstrecken- sowie im Hindernislauf an den Start geht.

## Sportliche Laufbahn
Erste Erfahrungen bei internationalen Meisterschaften sammelte Ebrahim Jridi im Jahr 2023, als er bei den erstmals ausgetragenen Arabischen-U23-Meisterschaften in Radès in 8:37,73 min die Bronzemedaille über 3000 m Hindernis hinter den Marokkanern Salaheddine Ben Yazide und Mohammed Msaad gewann. Im Jahr darauf belegte er bei den Afrikaspielen in Accra in 8:45,78 min den siebten Platz.
2022 wurde Jridi tunesischer Meister im 3000-Meter-Hindernislauf.

## Persönliche Bestleistungen
- 3000 m Hindernis: 8:37,73 min, 21. Mai 2023 in Radès